# جيرالد واينبرج
جيرالد واينبرج (بالإنجليزية: Gerald (Jerry) Marvin Weinberg )‏ (و. 1933 – 2018 م) هو عالم حاسوب، ومهندس، ومؤلف، وكاتب أمريكي، ولد في شيكاغو، توفي عن عمر يناهز 85 عاماً.

## التعليم
تعلم في جامعة ميشيغان.

## جوائز
حصل على جوائز منها:
- جائزة المنافسة العامة  [لغات أخرى]‏ (1946)
- قائد الفنون والآداب